# سینتیا مک‌کینی
سینتیا مک‌کینی (انگلیسی: Cynthia McKinney؛ زادهٔ ۱۷ مارس ۱۹۵۵) یک سیاست‌مدار اهل ایالات متحده آمریکا است. وی نماینده حوزه انتخابیه چهارم جورجیا در مجلس نمایندگان آمریکا است.